# ОШ „Моша Пијаде” Бачки Брег
ОШ „Моша Пијаде” једна је од основних школа у Сомбору. Налази се у улици Југословенска 13 у Бачком Брегу. Названа је по Моши Пијади, учеснику Народноослободилачке борбе, револуционару, сликару, новинару, ликовном критичару и друштвено–политичком раднику.

## Историјат
У Бачком Брегу је 1752. године основана католичка школа, први учитељ је био Игњат Балажевић. Учитељску дужност је обављао до 1779. Ученици су од 1861. до 1890. наставу похађали на матерњем, далматинском, мађарском и немачком језику. Године 1852. је школа имала 360 ђака због чега је општинска управа морала отворити и друго учитељско место на које је дошао Матија Будимац. После пожара 1856. започета је изградња нове школе. Године 1861. су учитељи били Пал Тереки и Матија Будимац и имали су 346 ученика. Године 1894. је саграђена нова школска зграда. До 1900. је школа имала три учитеља, настава је извођена на мађарском, далматинском и немачком језику. Трећа учионица је добијена 1896. Године 1908. је настава извођена на мађарском наставном језику, а 1937. је поново основано одељење на немачком језику и тада је школу похађало око триста ученика. Након Другог светског рата, 1946. године ученици су редовно долазили на наставу. Учитељ је био Матија Туцаков од 1927. до 1947. када је прешао у Сомбор. Године 1951. се досадашња подружна школа претворила у осморазредну са хрватским наставним језиком и добила је данашњи назив ОШ „Моша Пијаде”. Комплетан школски простор је адаптиран 1995. године и од тада школа располаже са осам учионица, пет припремним просторијама, канцеларијом за педагога, фискултурном салом, спортским тереном, школском кухињом, архивом и библиотеком. Настава се одржава само у преподневној смени, док се у послеподневним часовима изводи настава слободних активности.